# فیورین دورمیشای
فیورین دورمیشای (یونانی: Φιορίν Ντουρμισάι؛ زادهٔ ۱۴ نوامبر ۱۹۹۶) بازیکن فوتبال اهل آلبانی است.
از باشگاه‌هایی که در آن بازی کرده‌است می‌توان به باشگاه فوتبال پانیونیوس اشاره کرد.
وی همچنین در تیم‌های ملی فوتبال زیر ۱۷ سال آلبانی, زیر ۱۹ سال آلبانی، زیر ۲۱ سال آلبانی، و بزرگسالان یونان بازی کرده‌است.